# BOOKISH
『bookish』(ブッキシュ)は、かつてあった日本の文芸雑誌。2002年から2006年まで10号が発行されていた。ビレッジプレス発行。雲遊天下の姉妹誌であった。編集長・鵜戸口哲尚。編集員に、ビレッジプレス代表の村元武、藤原龍一郎、松永節など。
編集長は、創刊に際して、活字媒はマージナルな位置に追いやられ、人間の認識における視覚言語の果たす圏域が白日の下に問われる事態に立ち至り、かくしてその後の電子情報テクノロジーの急激な発展によって、活字媒体の中でも、書物の位置は風前の灯火となった。そんな今日、エレクトロニクス技術はあらゆる理解の幻想を振り撒きながら、我々を不可解な地点へと誘導し遠隔操作して行く。だからこそ、これに抗していかなければならない、といったことを述べた。
各号で、焦点が当てられた人物について、その人物の研究家達が執筆した。そして、特集に関連した図書目録を集めた。

## 参考
bookish 1 